# (33515) Linbohan
1999 GM34 (asteroide 33515) é um asteroide da cintura principal. Possui uma excentricidade de 0.13324750 e uma inclinação de 1.99713º.
Este asteroide foi descoberto no dia 6 de abril de 1999 por LINEAR em Socorro.